# Åge Hadler

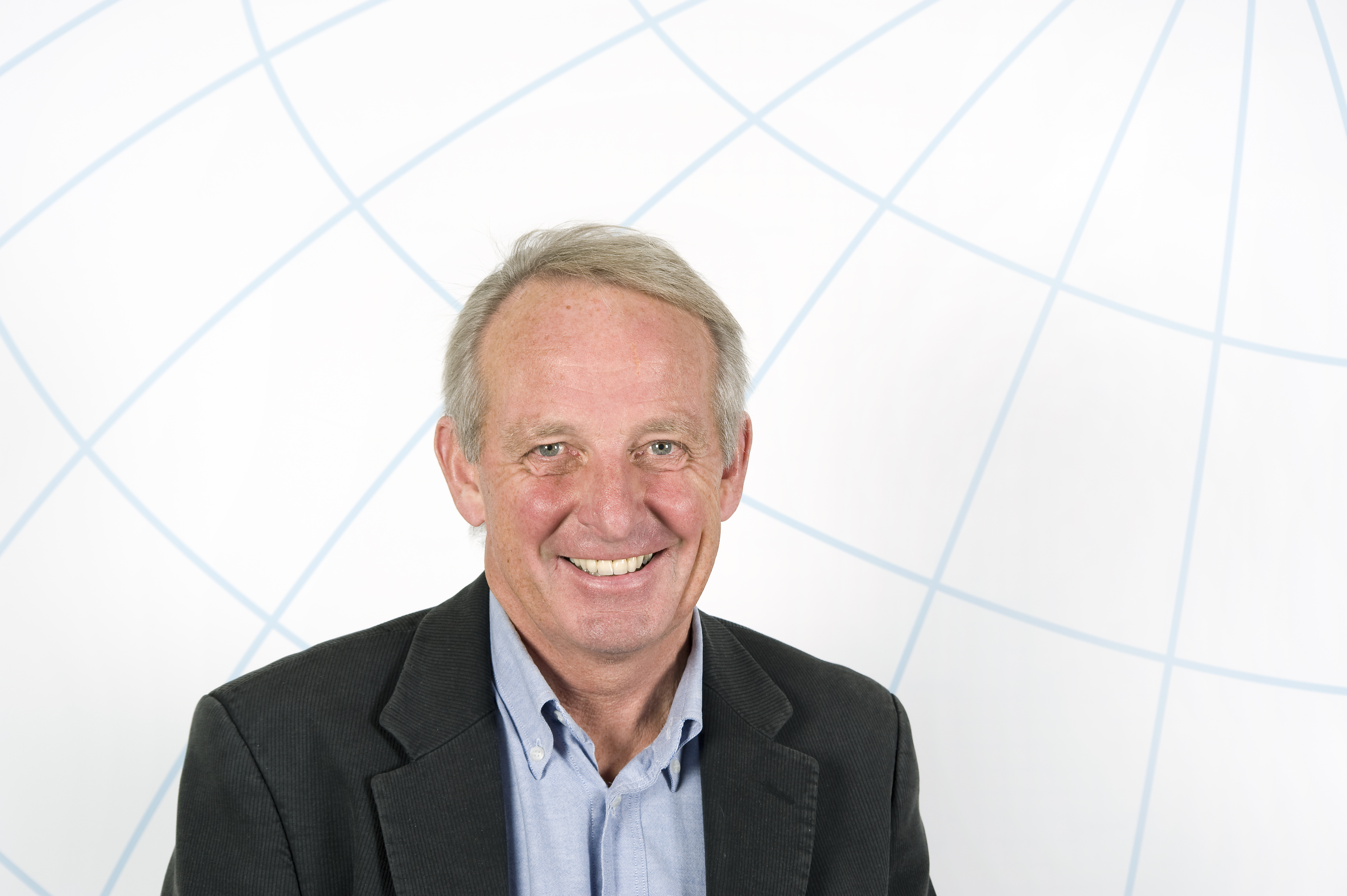
Åge Hadler, 2009

Åge Hadler (* 14. August 1944 in Bergen) ist ein ehemaliger norwegischer Orientierungsläufer. Er wurde 1966 und 1972 Einzelweltmeister und 1970 Weltmeister mit der norwegischen Staffel.

## Laufbahn
Im Oktober 1966 wurden im finnischen Fiskars erstmals Weltmeisterschaften im Orientierungslauf ausgetragen. Zwar hatte es 1962 und 1964 bereits Europameisterschaften gegeben, doch an diesen hatte der junge Hadler noch nicht teilgenommen. 1966 gehörte der 22-jährige Hadler zum norwegischen Weltmeisterschafts-Aufgebot. Bei den Nordischen Meisterschaften hatte er mit der Staffel im Vorjahr Gold gewonnen und im Einzelrennen den siebten Platz belegt. Allerdings waren dabei fünf seiner Landsleute vor ihm platziert, allen voran Peer H. Staff, der den Nordischen Meistertitel gewonnen hatte. In Fiskars gelang Hadler auf der 16,5 km langen Strecke ein guter Lauf: Er gewann den Weltmeistertitel vor dem Finnen Aimo Tepsell. Mit der norwegischen Mannschaft konnte Hadler noch eine Bronzemedaille gewinnen.
Bei den Weltmeisterschaften 1968 im schwedischen Linköping nahm er zusammen mit seiner Frau Ingrid teil, die er nicht einmal zwei Monate zuvor geheiratet hatte. Während seine Frau im Einzelwettkampf den zweiten Platz belegte, konnte Hadler im Lauf der Männer hinter den beiden Schweden Karl Johansson und Sture Björk den dritten Platz belegen. Mit der Staffel holte er seine insgesamt dritte Bronzemedaille.
1969 wurde Hadler Nordischer Meister und trat bei den Weltmeisterschaften 1970 somit nicht als Außenseiter an. Allerdings erreichte er lediglich den achten Platz beim Sieg seines Landsmannes Stig Berge. Im Staffellauf war das norwegische Team erstmals bei Weltmeisterschaften erfolgreich. Zusammen mit Ola Skarholt, Stig Berge und Per Fosser gewann er als Schlussläufer seine zweite WM-Goldmedaille. 1971 verteidigte er seinen Nordischen Meistertitel und gewann auch mit der norwegischen B-Staffel zusammen mit Per Fosser, Jostein Nilsen und Eystein Weltzien Gold.
1972 trat Hadler zum vierten Mal bei Weltmeisterschaften an. Im tschechoslowakischen Staré Splavy gewann Åge Hadler vor Stig Berge und wurde damit zum zweiten Mal nach 1966 Einzelweltmeister. Die norwegische Staffel kam allerdings nicht in die Wertung. 1973 und 1975 startete er nochmal bei Nordischen Meisterschaften konnte aber nur 1973 mit der Staffel mit Silber eine weitere Medaille gewinnen.

## Sonstiges
Åge Hadler, der 1944 in Bergen als Sohn von Aage Hadler und dessen Frau Ruth Karin Rosendahl geboren wurde, trat früh dem Sportklub Bergens Turnforening bei. Später trat er für die Osloer Klubs IL i BUL und IL Tyrving an. Am 17. August 1968 heiratete er die Orientierungsläuferin Ingrid Thoresen. Hadler studierte an der Universität von Oslo und schloss das Studium 1970 ab.

## Platzierungen
|                                                              | WM | WM   | NM  | NM   | Nat. Meistersch. | Nat. Meistersch. | Nat. Meistersch. |
| Jahr                                                         | E  | St   | E   | St   | E                | St               | N                |
| ------------------------------------------------------------ | -- | ---- | --- | ---- | ---------------- | ---------------- | ---------------- |
| 1965                                                         |    |      | 7.  | 1.   |                  |                  |                  |
| 1966                                                         | 1. | 3.   |     |      |                  |                  |                  |
| 1967                                                         |    |      | 5.  | 4.   |                  |                  |                  |
| 1968                                                         | 3. | 3.   |     |      |                  |                  |                  |
| 1969                                                         |    |      | 1.  | dsq. |                  |                  |                  |
| 1970                                                         | 8. | 1.   |     |      |                  |                  |                  |
| 1971                                                         |    |      | 1.  | 1.   |                  |                  |                  |
| 1972                                                         | 1. | dsq. |     |      |                  |                  |                  |
| 1973                                                         |    |      | 10. | 2.   |                  |                  |                  |
| 1974                                                         |    |      |     |      |                  |                  |                  |
| 1975                                                         |    |      | 17. | 4.   |                  |                  |                  |
| Erklärung: E = Einzelwettbewerb , St = Staffel, N = Nacht-OL |    |      |     |      |                  |                  |                  |

Zwischen 1966 und 1975 gewann Hadler acht norwegische Meistertitel. 1968 gewann er in Borås, Schweden das O-Ringen.